# Programme Constellation
Pour les articles homonymes, voir CXP.
Programme Shuttle-Mir Programme Artemis
Le programme Constellation (en anglais : Constellation Program, souvent abrégé en CxP) est un programme d'exploration spatiale de la NASA annulé en 2010, dont le principal objectif est l'envoi d'astronautes sur la Lune vers 2020 pour des missions de longue durée. Ce programme concrétise la stratégie spatiale américaine à long terme définie par le président George W. Bush en janvier 2004 intitulé Vision for Space Exploration visant à relancer l'exploration du Système solaire par des missions habitées. Le programme Constellation prévoit le développement de deux nouveaux lanceurs — Ares I et Ares V — ainsi que de deux véhicules spatiaux : Orion et le module lunaire Altair.
Le programme, en 2009, prend beaucoup de retard sur son calendrier et son objectif est contesté par ceux qui considèrent que la planète Mars doit être dès à présent la prochaine étape de l'exploration spatiale. Le premier vol du lanceur Ares I, la mission Ares I-X, a lieu avec succès le 28 octobre 2009. Fin 2009, le programme Constellation et le lanceur Ares I en particulier sont remis en cause par la commission Augustine chargée d'examiner le programme spatial habité américain. La commission exprime ses doutes sur la capacité de la NASA à tenir le calendrier adopté compte tenu du budget disponible et des choix d'architecture retenus. Plusieurs alternatives sont proposées, dont un lanceur dérivé de la navette spatiale, un lanceur habitable Delta IV ou Atlas V et un lanceur habitable privé.
Le président Barack Obama annonce le 1er février 2010 qu'il propose l'annulation du programme Constellation. Cette annulation est confirmée par le président le 11 octobre 2010. Toutefois, le développement du vaisseau Orion est poursuivi pour des missions au-delà de l'orbite basse qui sont programmées au début des années 2020. Le programme Artemis, qui reprend les objectifs du précédent, est lancé en 2019.

## Définition des objectifs (2004)

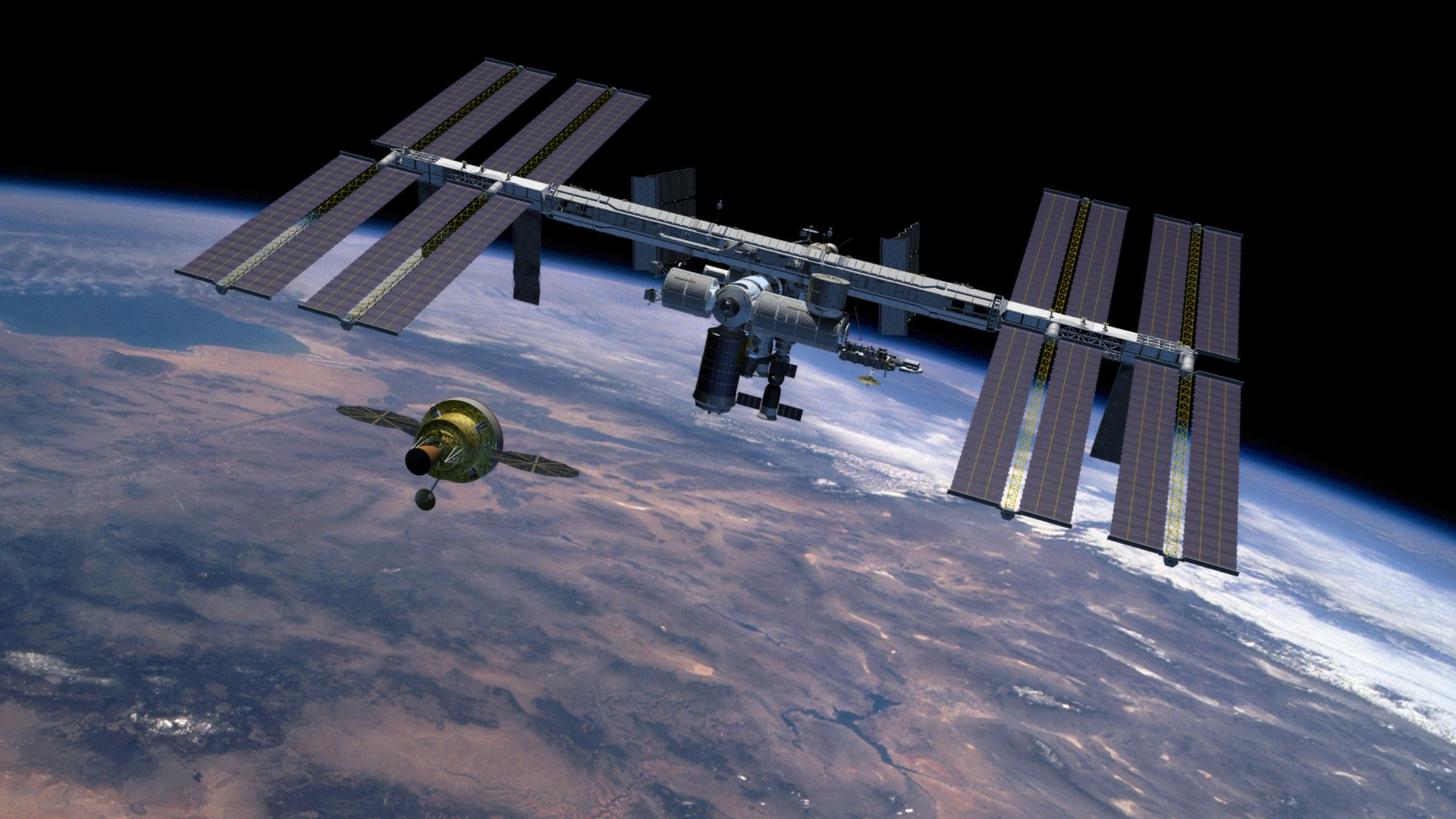
Un vaisseau spatial Orion s'approche de la station spatiale internationale (vue d'artiste).

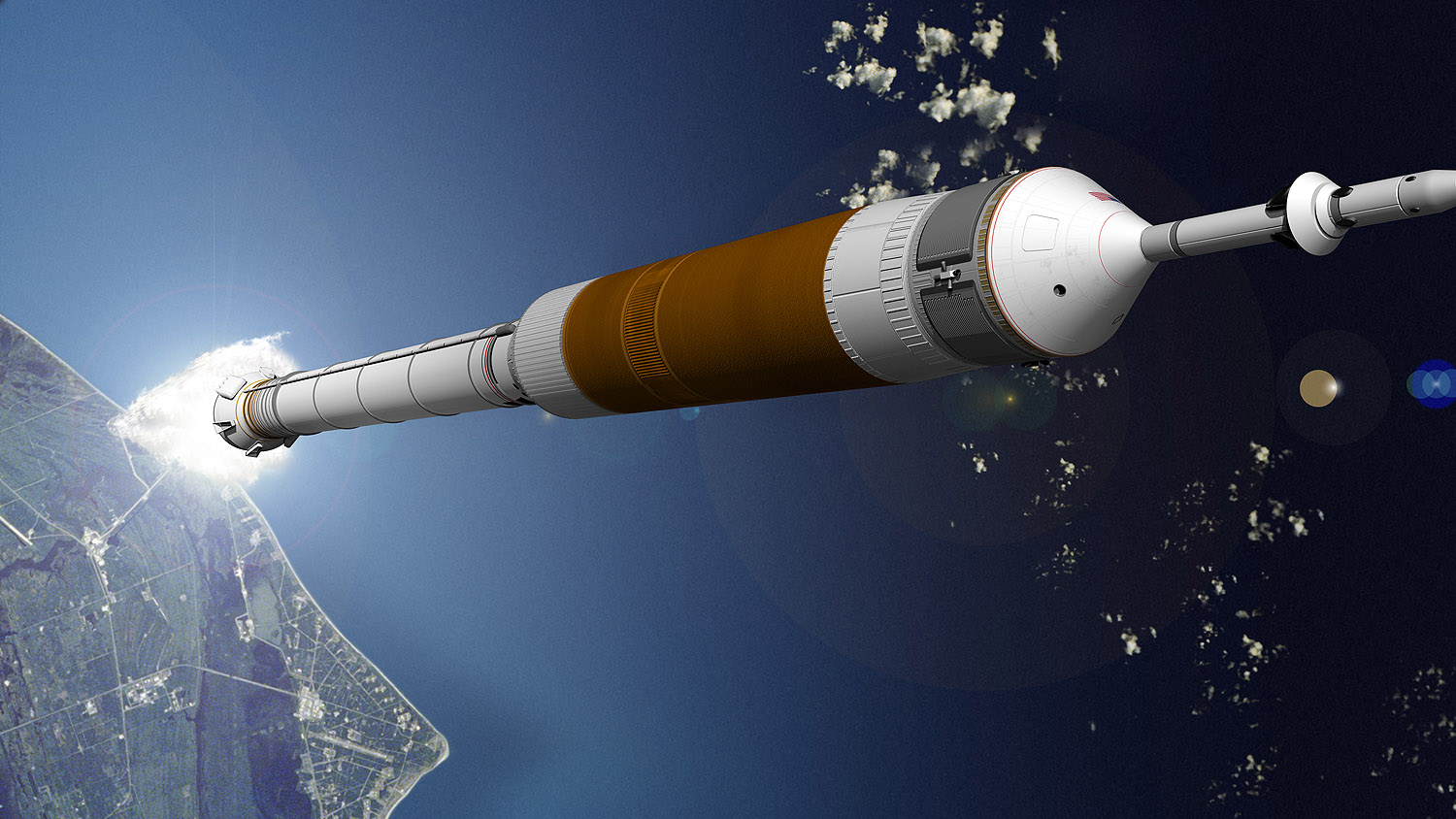
Lancement d'un véhicule spatial Orion par un lanceur Ares 1 (vue d'artiste).

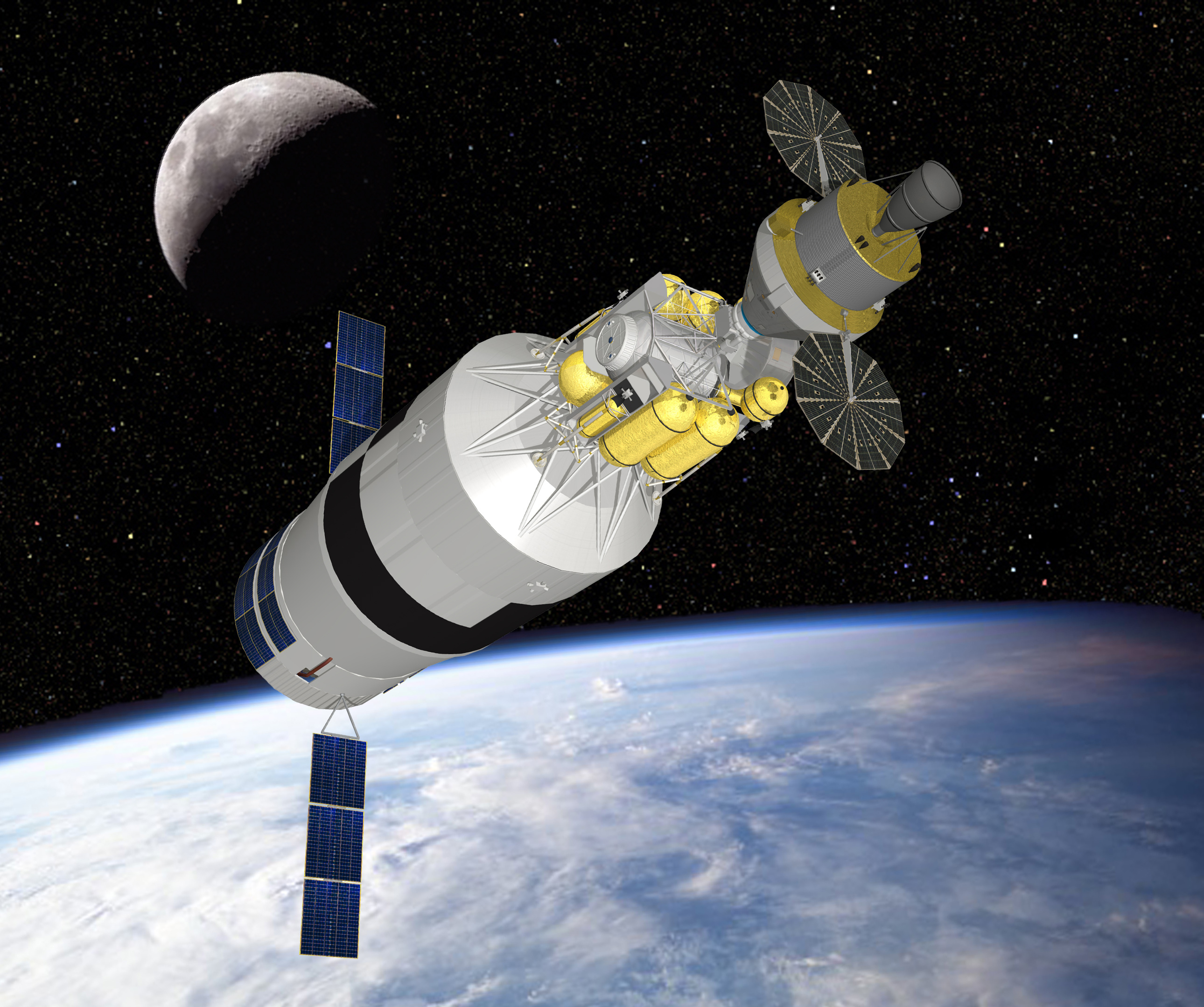
Les vaisseaux Orion et Altair sont injectés sur leur trajectoire de transfert vers la Lune (vue d'artiste).

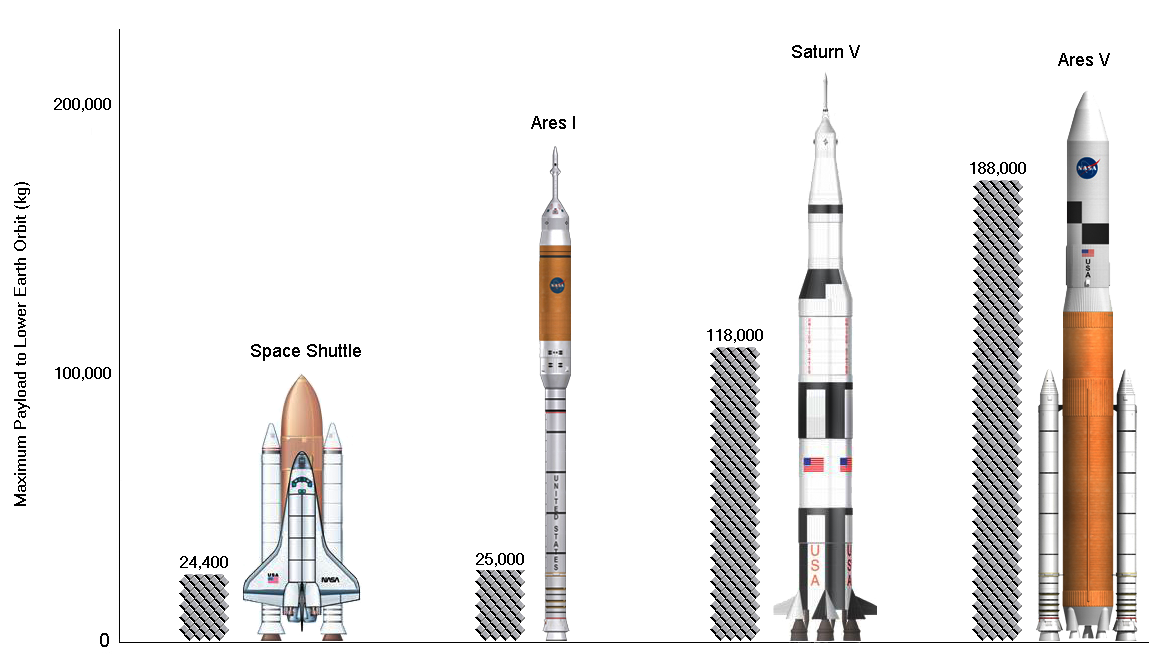
Les lanceurs du programme Constellation comparés à la navette spatiale et au lanceur Saturn V (vue d'artiste).

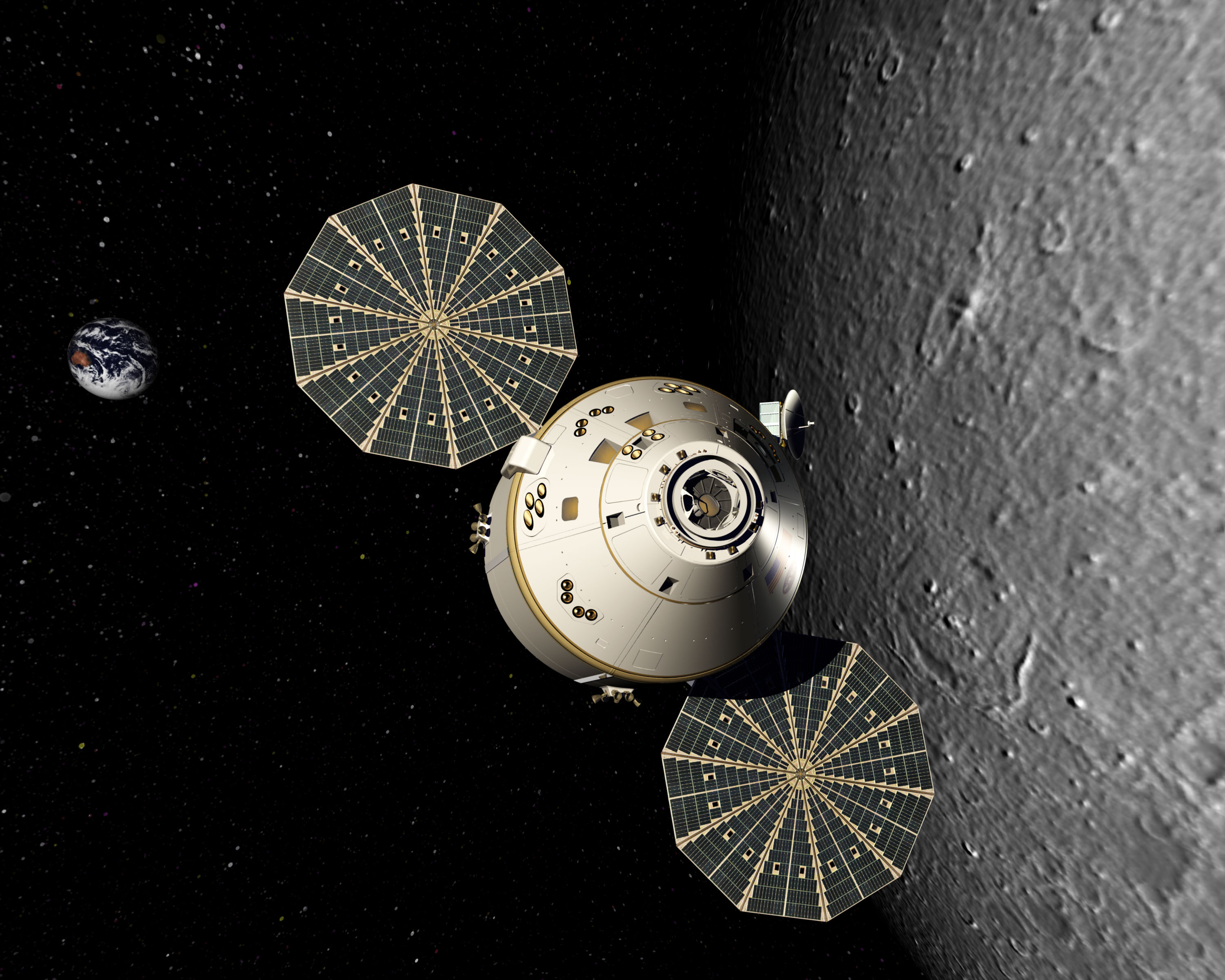
Le vaisseau spatial Orion en orbite autour de la Lune (vue d'artiste).

Le module lunaire Altair sur la Lune (vue d'artiste).

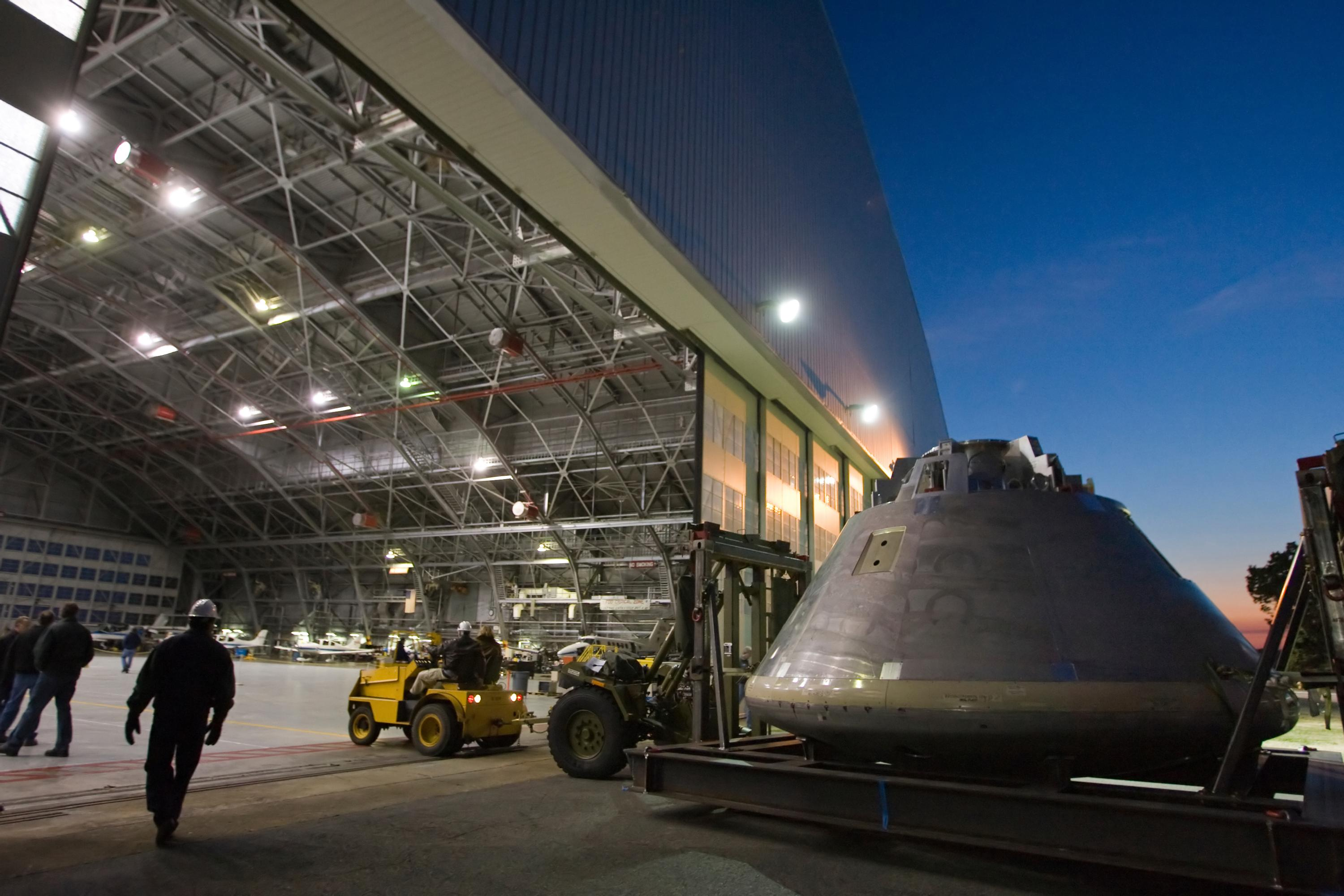
Maquette du module de commande Orion au Centre de recherche Langley (2008).

Le 15 janvier 2004, le président des États-Unis George W. Bush rend publics les objectifs à long terme assignés au programme spatial américain dans le domaine de l'exploration du système solaire et des missions habitées, formalisés à travers le plan Vision for Space Exploration. La définition de cette stratégie est dictée par deux motivations :
- il est nécessaire de remplacer la flotte des navettes spatiales, vieilles de près de trois décennies, qui ont, à deux reprises, explosé en vol lors du lancement et lors de la rentrée dans l'atmosphère terrestre, tuant leur équipage, et qui sont très coûteuses à lancer. Or, la Station spatiale internationale doit être desservie en hommes et en matériel dans la phase actuelle de construction et lorsqu'elle sera pleinement opérationnelle ;
- le président veut renouer avec le succès du programme Apollo en fixant des objectifs ambitieux à long terme et en engageant immédiatement les moyens de les atteindre. Il souhaite remettre l'exploration spatiale par l'homme au premier plan.

Reprenant la démarche du président Kennedy, le président demande à la NASA d'élaborer un programme qui permette de réaliser des séjours de longue durée sur la Lune d'ici 2020. L'expérience acquise sur la Lune doit ensuite être utilisée pour concevoir et lancer une mission habitée vers la planète Mars.
Par ailleurs, les vols des navettes spatiales doivent s'arrêter en 2010, date à laquelle la station spatiale internationale doit être achevée. Un nouveau véhicule spatial doit être développé pour desservir la Station spatiale internationale.

## ProgrammeConstellation
Pour répondre à ces objectifs, la NASA reprend en grande partie le scénario du programme Apollo : un véhicule spatial (Orion) est chargé de transporter l'équipage jusqu'en orbite lunaire (et de l'en ramener) tandis qu'un deuxième véhicule, Altair, est destiné à l'atterrissage sur la Lune et au retour vers Orion. Toutefois, là où le programme Apollo utilisait le lanceur Saturn V pour envoyer les deux véhicules vers la Lune, le programme Constellation prévoit deux lanceurs dont l'un (Ares I) est destiné au lancement de la capsule habitée tandis que l'autre (Ares V) place en orbite terrestre le module lunaire et le dernier étage du lanceur chargé d'accélérer l'ensemble vers la Lune. En effet :
- la masse des véhicules spatiaux à envoyer vers la Lune s'est considérablement accrue pour répondre aux objectifs plus ambitieux du programme Constellation. L'envoi par un lanceur unique nécessiterait de développer un lanceur nettement plus puissant que le lanceur Saturn V ;
- la technique des rendez-vous en orbite est parfaitement maîtrisée par la NASA, ce qui permet d'envisager un assemblage en orbite des véhicules à destination de la Lune, scénario qui avait été écarté parce que considéré comme trop risqué à l'époque du programme Apollo ;
- Orion doit être utilisé pour des missions non lunaires en particulier la desserte de la station spatiale internationale, ce qui nécessite de disposer d'un lanceur de classe intermédiaire.

Une deuxième caractéristique du programme est le recours généralisé à des composants existants afin de limiter le coût du programme. La NASA utilise, en les adaptant, des moteurs-fusées développés pour le lanceur Saturn V, les propulseurs à poudre de la navette ainsi que de nombreuses installations au sol existantes. Enfin, il est prévu que plusieurs des composants du programme puissent être réutilisés après remise en condition.
Les véhicules développés sont les suivants.

### Orion
Orion est un vaisseau spatial habité qui devait être utilisé à la fois pour desservir la station spatiale internationale et pour les missions vers la Lune. Il est composé d'un module de commande pressurisé qui peut transporter de quatre (Lune) à sept (station spatiale) astronautes et d'un module de service non pressurisé qui assure la propulsion principale et les fonctions de support. Le module de commande reprend la forme conique du module de commande Apollo mais offre un volume de 15 m3 soit 2,5 fois celui du module Apollo. Au décollage, Orion est surmonté d'une tour de sauvetage chargée de mettre en sécurité le véhicule en cas d'échec du lancement. L'ensemble Orion a une masse de 20,5 tonnes, dont 8,5 tonnes pour le module de commande, 3,7 pour le module de service et 8,3 pour le carburant. Par ailleurs, Orion est le seul rescapé du programme Constellation puisqu'il est réutilisé dans son successeur, le programme Artemis.

### Altair
Altair est le module qui doit permettre aux astronautes de se poser sur la Lune puis d'en décoller, jouant un rôle analogue au module lunaire Apollo. Il est composé d'un étage de descente qui assure l'atterrissage sur la Lune d'une masse de 35 tonnes et d'un étage de remontée de 11 tonnes. La propulsion serait assurée par des moteurs utilisant un mélange hydrogène liquide/oxygène liquide. Par rapport à son ancêtre, le module lunaire Apollo, Altair dispose d'un espace habitable de 32 m3 (contre 6,5 m3 pour Apollo) et comprend un sas ne nécessitant pas de dépressuriser l'habitacle pour les sorties extravéhiculaires. Altair doit assurer l'hébergement de quatre astronautes.

### AresI
Ares I est le lanceur destiné à placer en orbite terrestre le véhicule spatial habité Orion. Il permet de mettre 25 tonnes en orbite basse. Son premier étage est un propulseur à poudre de la navette spatiale américaine allongé (cinq segments au lieu de quatre), ce qui lui donne une forme plus élancée (94 mètres de haut). Le deuxième étage est un nouveau développement utilisant un moteur-fusée J-2 du programme Apollo à la conception simplifiée et consommant un mélange oxygène liquide/hydrogène liquide.

### AresV
Ares V est un lanceur lourd, de la classe de l'ancien lanceur Saturn V. Culminant à 116 mètres, sa capacité de lancement a été calculée pour permettre le lancement des missions lunaires. Il peut placer 71 tonnes sur une trajectoire de transfert vers la Lune ou déposer 14 tonnes de fret sur le sol lunaire. Il est constitué de :
- un premier étage propulsé par six moteurs-fusées RS-68 d'environ 300 tonnes de poussée consommant un mélange hydrogène liquide/oxygène liquide hérités du lanceur Delta IV ;
- deux propulseurs à carburant solide de la navette spatiale portés de quatre à cinq segments et demi. Ces boosters flanquent le premier étage et sont allumés au décollage ;
- un deuxième étage utilisant le même moteur J-2 que le lanceur Ares I. Baptisé Earth Departure Stage (EDS), cet étage capable de redémarrer est chargé des manœuvres en orbite ainsi que de l'injection sur la trajectoire lunaire de l'ensemble Orion et Altair. Ares V sera également chargé de lancer les modules d'habitation, véhicules et autres équipements nécessaires aux missions de longue durée sur la Lune. La capacité d'emport exceptionnelle d'Ares V (188 tonnes en orbite basse) devrait également être mise à contribution pour de nombreuses missions que les limitations des lanceurs actuels (25 tonnes et diamètre de la coiffe) ne permettent pas de réaliser : envoi de sondes spatiales lourdes dans le système solaire, mise en orbite des télescopes dotés d'une optique de 8 mètres ou plus à des fins civiles ou militaires...

### Missions types
Les premières missions du programme Constellation devaient assurer la desserte de la Station spatiale internationale. Vers 2020, les missions auraient été vers la Lune, d'abord pour des séjours courts, puis pour des séjours de longue durée. Enfin, à une date non fixée (on évoquait 2037), les véhicules et lanceurs du programme devaient participer aux premières expéditions vers Mars.

#### Desserte de la station spatiale internationale

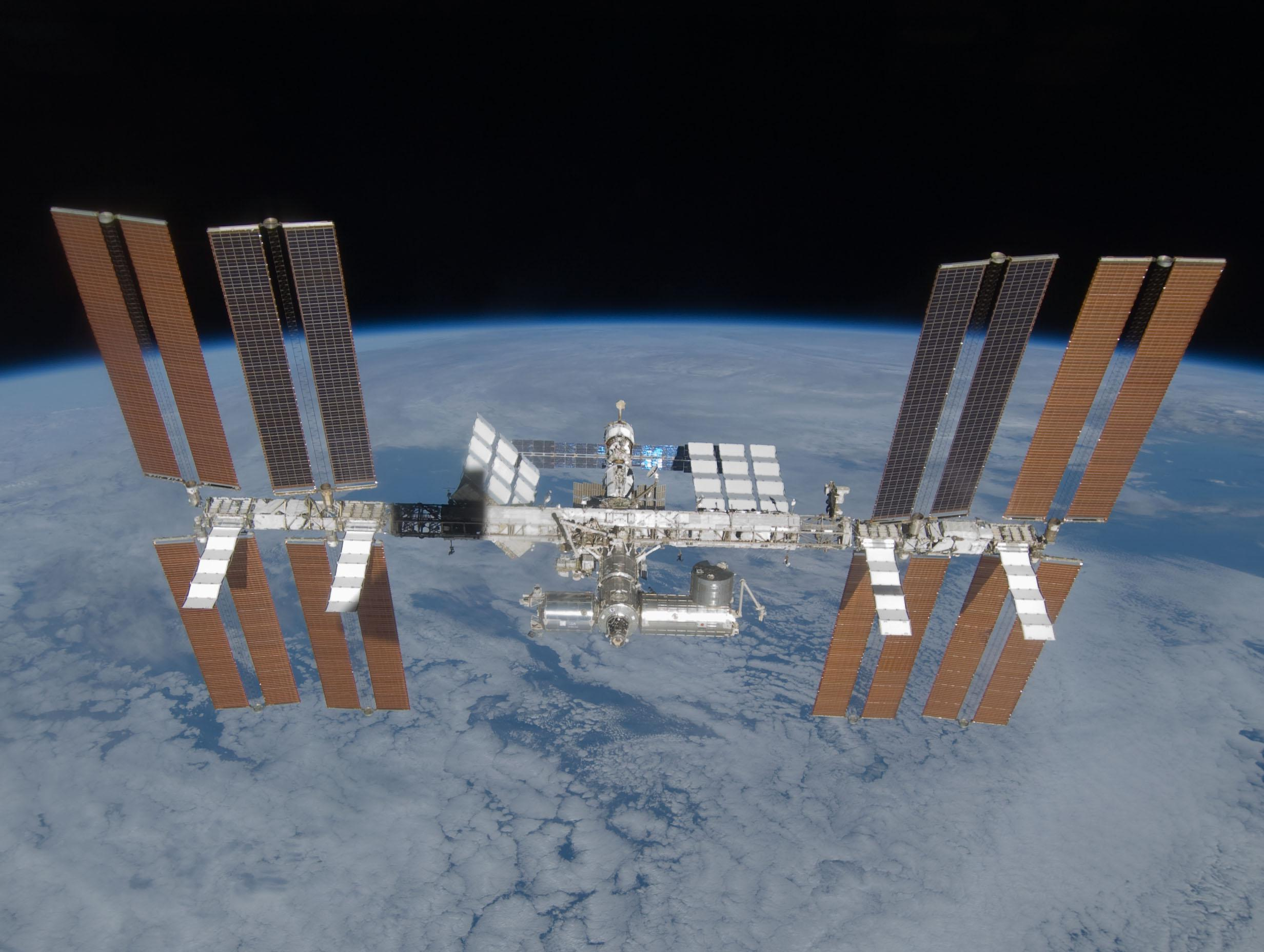
La Station spatiale internationale.

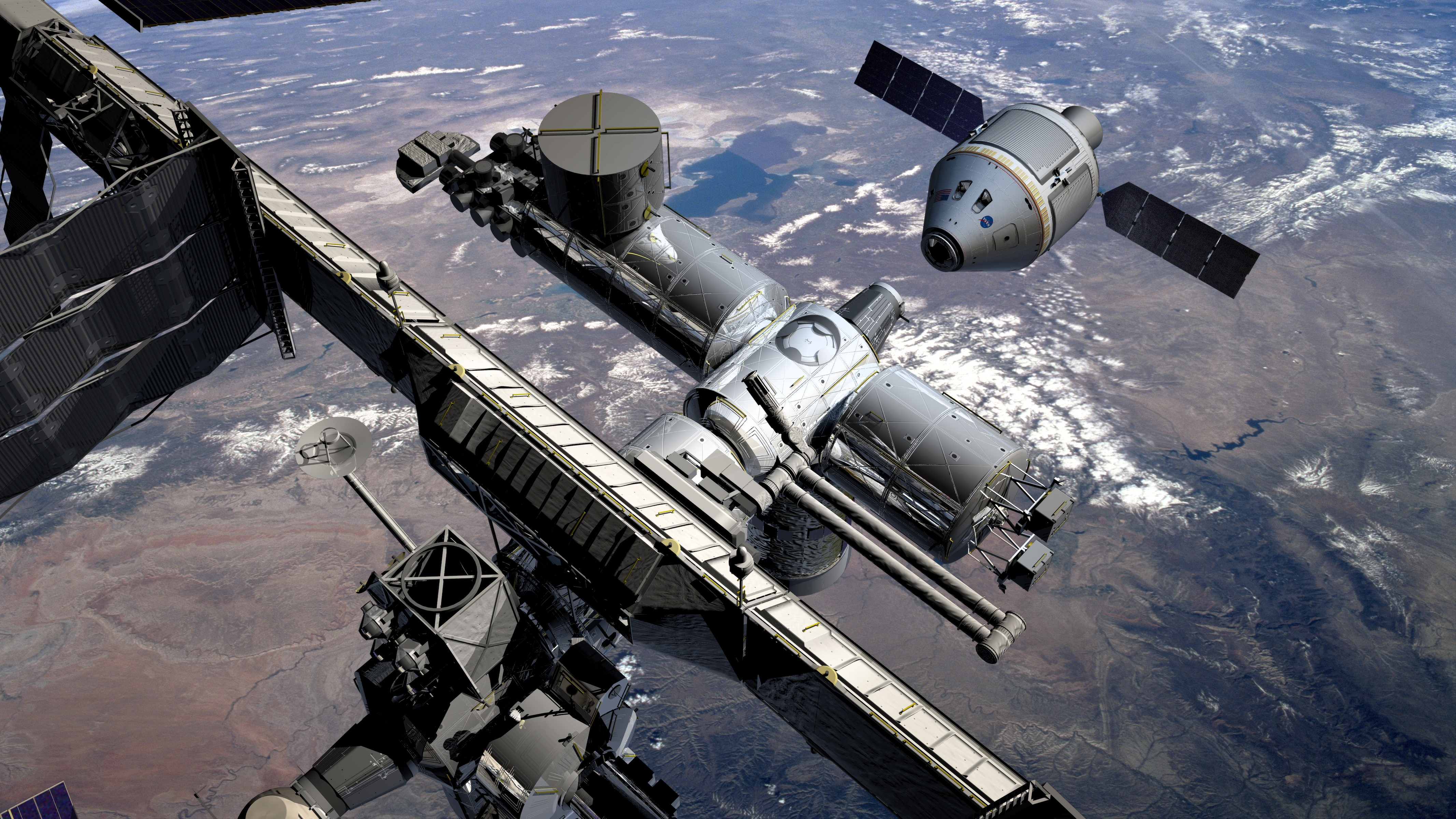
Vue d'artiste d'un amarrage d'un vaisseau Orion avec l'ISS.

Avec l'arrêt des navettes spatiales, l'une des missions du programme Constellation est d'assurer la rotation des équipages de l'ISS. Le premier amarrage avec la station spatiale aurait dû avoir lieu lors de la mission Orion 2.

#### Missions lunaires
La mission lunaire type comprend un séjour sur la Lune de sept jours, soit quatre de plus que pour le programme Apollo. Les astronautes, au nombre de quatre, descendent tous sur le sol lunaire. À une échéance non fixée, les plans de la NASA prévoient le développement d'un ensemble de modules (habitation, rover, autres équipements) déposés sur la Lune grâce à plusieurs lancements d'Ares V (celui-ci peut « livrer » jusqu'à quinze tonnes de fret sur le sol lunaire). Ces équipements doivent permettre de prolonger le séjour des astronautes pour des missions qui peuvent ainsi durer 210 jours. On envisage d'installer des avant-postes lunaires près du pôle Sud pour bénéficier à la fois d'un ensoleillement plus important, donc de nuits plus courtes et de températures moins extrêmes. Les sondes lunaires Lunar Crater Observation and Sensing Satellite (LCROSS) et Lunar Reconnaissance Orbiter (LRO) doivent par ailleurs confirmer la présence d'eau dans des zones situées à l'intérieur de cratères qui sont plongées en permanence dans l'obscurité.

## Déroulement du programme

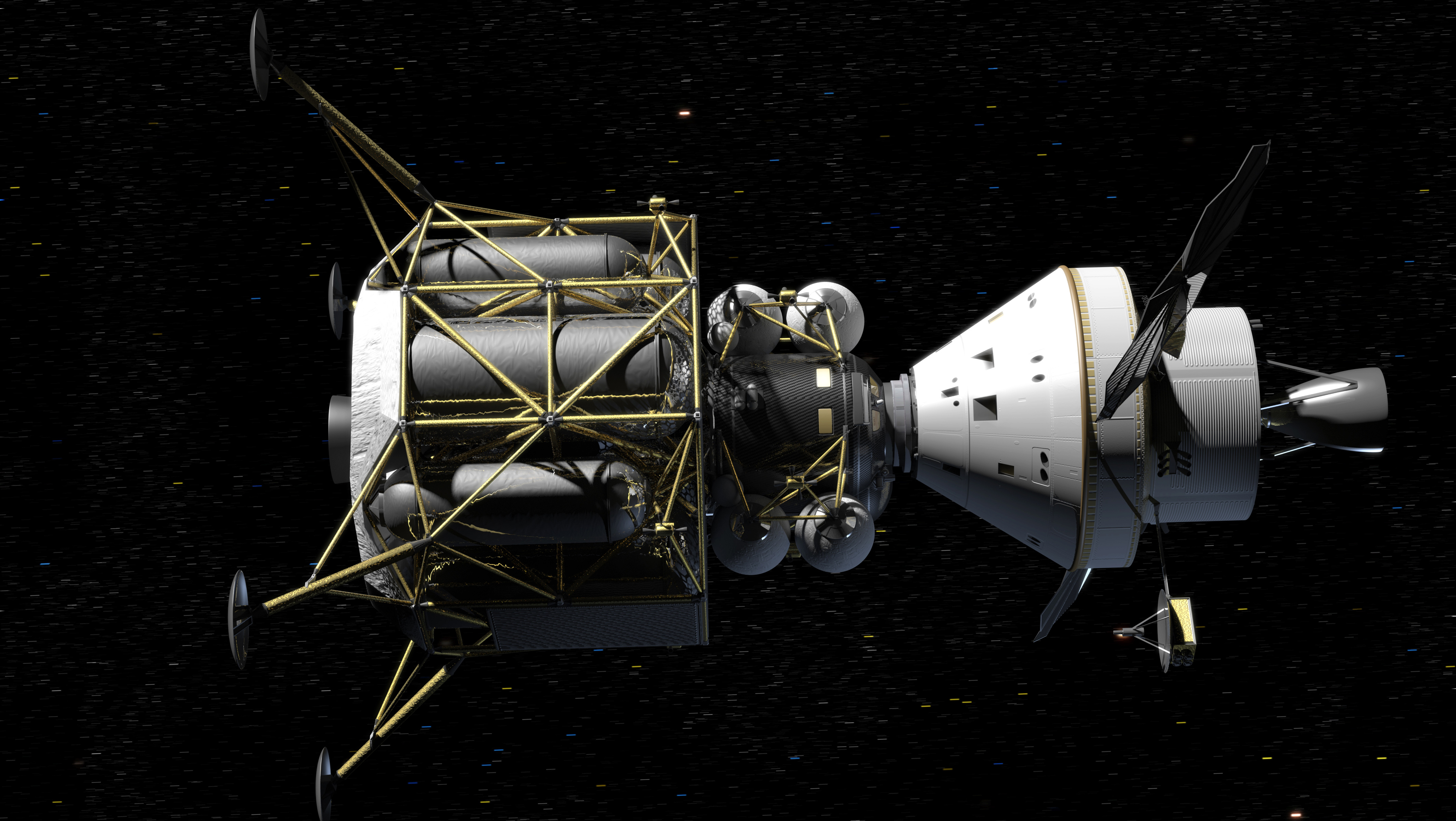
Concept en 2007 du vaisseau Orion en configuration pour une mission lunaire.

Le cœur du projet est le développement du véhicule spatial Orion (en anglais CEV : Crew Exploration Vehicle) et du lanceur Ares I qui doivent tous deux permettre de remplacer la navette spatiale durant la phase d'exploitation de la station spatiale internationale. En effet, le recours aux lanceurs utilisés par l'armée américaine (Delta IV et Atlas V) a été définitivement abandonné.
Selon la planification établi en 2008, la mission Orion 15 doit déposer le module Altair 2 sur la Lune en juin 2019 (la dernière présence humaine sur le sol lunaire date de décembre 1972 lors de la dernière mission du programme Apollo : Apollo 17). Vers 2024, une base avancée habitée doit être créée sur les flancs du cratère Shackleton, au pôle Sud lunaire.

## Avancement

### VaisseauOrion
En 2006, la NASA a figé l'architecture du vaisseau spatial Orion. Les propositions de deux sociétés sont étudiées : Lockheed Martin et Northrop Grumman. C'est Lockheed Martin qui remporte le contrat d'une valeur de cinq milliards de dollars. Les ingénieurs de la NASA travaillent avec des ergonomes pour construire le module de commande le plus fonctionnel possible.

### Combinaisons spatiales
Le 11 juin 2008, un contrat est passé pour la conception et la production des nouvelles combinaisons spatiales destinées à ce programme.

### Lanceur Ares I
Le premier vol d'un composant du programme est celui du lanceur Ares I-X. Cette version test du lanceur Ares I dont le deuxième étage est inerte doit lancer des maquettes du module de commande Orion et de la tour de sauvetage. Il comporte un premier étage limité à quatre segments contre cinq pour le lanceur finalisé. Ares-I-X doit néanmoins permettre de valider un grand nombre de choix techniques effectués (pilotage, séparation des étages, comportement dynamique de la fusée, etc.) ainsi que les installations au sol et les procédures de lancement et la récupération du premier étage. Le premier et seul lancement a eu lieu le 28 octobre 2009.

### Remise en question du programme
À la suite de son investiture, le président américain Barack Obama demande à la commission Augustine, créée à cet effet le 7 mai 2009 et composée de spécialistes de l'astronautique issus de l'industrie de la recherche et de la NASA, d'examiner les conséquences du retrait de la navette spatiale américaine sur le programme de la station spatiale internationale et d'effectuer une revue du programme Constellation confronté à la fois à des problèmes budgétaires et de planification.
Le comité rend son rapport le 9 octobre 2009. En ce qui concerne le programme Constellation, ses principales conclusions sont les suivantes :
- la NASA a besoin d'un complément budgétaire annuel de trois milliards de dollars pour pouvoir atteindre les objectifs fixés au programme Constellation[3] ;
- le lanceur Ares I rencontre des problèmes techniques qui devraient pouvoir être résolus mais sa mise au point tardive diminue fortement son intérêt. Le comité estime préoccupant le coût de production du vaisseau Orion par ailleurs soumis à de fortes contraintes (masse, coût de développement)[4] ;
- le comité estime que la NASA doit s'appuyer de manière plus importante sur les opérateurs privés pour tout ce qui relève de l'orbite basse - lanceur, vaisseau cargo et capsule habitée - et se concentrer sur les objectifs situés au-delà de l'orbite basse ;
- le rapport confirme l'intérêt de l'exploration de Mars en tant que but du programme spatial habité, mais approuve la nécessité d'une étape intermédiaire qui pourrait être l'exploration de la Lune ou certaines destinations intermédiaires reconfigurables comme les points de Lagrange, les lunes de Mars, le survol d'un objet géocroiseur (flexible path)[5].

## Abandon du programme
Le président Barack Obama annonce le 1er février 2010 qu'il va proposer l'annulation du programme Constellation en avançant trois motifs : un budget en dépassement, le retard pris sur les échéances et l'absence d'innovations intégrées dans le projet. Le budget libéré par l'arrêt du programme, complété par une enveloppe de six milliards de dollars, est ventilé entre différentes activités de la NASA. Il s'agit principalement du développement de nouvelles technologies spatiales, de l'extension de la durée de vie de la station spatiale internationale de 2015 à 2020 et de la réalisation de nouvelles sondes automatiques d'exploration du système solaire. Ces fonds doivent également permettre de reconstruire le satellite Orbiting Carbon Observatory perdu le 24 février 2009 et de stimuler la prise en charge des programmes spatiaux par l'industrie privée comme SpaceX,. Le 11 octobre 2010, le président Obama approuve le « NASA Authorization Act 2010 » qui confirme l'arrêt du programme Constellation.

## ProgrammeArtemis, successeur du programmeConstellation
Malgré l'abandon du programme Constellation, la NASA décide de poursuivre le développement d'un nouveau lanceur lourd également dérivé de la navette spatiale, Space Launch System (SLS), et du vaisseau spatial interplanétaire Orion. Ces engins spatiaux doivent être utilisés pour réaliser des missions interplanétaires d'une complexité croissante dans le but ultime de déposer des hommes sur Mars. La stratégie ainsi définie, baptisée « Flexible Path », est beaucoup plus progressive que ce qui a été envisagé dans les projets martiens antérieurs. Avant de poser l'homme sur Mars, il est prévu de mener des missions autour de la Lune, sur des astéroïdes proches puis sur la lune martienne Phobos pour mettre au point les matériels et gagner en expérience. Les premières missions de SLS et Orion à destination de l'espace cis-lunaire sont progressivement définies au cours des années suivantes. Toutefois la stratégie d'exploration du système martien proprement dit reste vague.
À l'instigation du président américain Donald Trump, la date du retour de l'homme sur la Lune, que la NASA avait fixée à 2028 sans programmation clairement définie, est avancée de quatre ans en avril 2019 et ses objectifs sont précisés, donnant naissance au programme Artemis. Celui-ci doit déboucher sur une exploration durable de notre satellite, c'est-à-dire l'organisation de missions régulières dont l’aboutissement serait l'installation d'un poste permanent sur la Lune. Le programme doit également permettre de tester et mettre au point les équipements et procédures qui seront mises en œuvre au cours des futures missions avec équipage à la surface de la planète Mars. La réalisation des missions du programme Artemis nécessite la mise au point ou le développement de plusieurs engins spatiaux : le lanceur lourd Space Launch System (SLS) et le vaisseau spatial Orion dont la réalisation a déjà débuté depuis plusieurs années mais est marquée par des dérapages budgétaires et calendaires réguliers, un vaisseau lunaire entièrement nouveau Human Landing System (HLS) chargé d'amener les hommes sur le sol lunaire et des missions robotiques chargées de réaliser des reconnaissance et des études scientifiques complémentaires. L'architecture des missions repose sur la future station spatiale Lunar Orbital Platform-Gateway (LOP-G) qui, placée en orbite autour de la Lune, servira de relais entre la Terre et la surface de la Lune. Pour remplir les objectifs ambitieux du programme Artemis dans le délai très court qui lui est imposé, la NASA sous-traite de manière particulièrement marquée la conception de composants importants (vaisseau lunaire HLS, modules de la station spatiale LOP-G, atterrisseurs des missions robotiques) ainsi que les prestations de lancement de ces engins et de ravitaillement de la station spatiale.
Selon le planning établi en mai 2019, Artemis 3, lancée en 2024, sera la première mission qui devrait amener un équipage mixte de deux astronautes sur la Lune pour un séjour d'une durée de six jours et demi. À compter de 2026 doivent être menées des missions caractérisées par des séjours plus longs, un équipage au sol de quatre personnes au lieu de deux, plus d'équipements permettant d'étoffer le retour scientifique. Le vaisseau lunaire sera alors partiellement réutilisable. Les sites d'atterrissage retenus pour toutes ces missions se situent au pôle sud de la Lune car les réserves de glace d'eau présentes dans les cratères perpétuellement à l'ombre présentent un intérêt stratégique dans la perspective de missions de longue durée. Outre son délai très serré, le projet rencontre un problème budgétaire similaire à celui qui avait été fatal en 2009 au programme Constellation qui poursuivait les mêmes objectifs. Courant 2019, une ligne budgétaire de 1,6 milliard de dollars a été allouée à la NASA pour le projet alors qu'il va être nécessaire de disposer de six à huit milliards de dollars par an pour développer le programme. La tenue de cet objectif très ambitieux dans un délai aussi réduit et sans qu'un budget lui ait été clairement alloué, fait débat.